# Міністр у справах ветеранів США
Міністр у справах ветеранів США — глава міністерства у справах ветеранів США, член уряду США, шістнадцятий у лінії наслідування президентських повноважень. Посада була створена 15 березня 1989 року із запровадженням Міністерства у справах ветеранів до складу Кабінету США.
До призначення Девіда Шулкіна 2017 року всі міністри, що призначалися на цю посаду, були ветеранами збройних сил США, але ця вимога не є обов'язковою вимогою для заміщення посади міністра.

## Список міністрів у справах ветеранів США
| #    | Зображення        | Ім'я і прізвище   | Рідний штат       | Термін на посаді | Термін на посаді | Президент США            |
| #    | Зображення        | Ім'я і прізвище   | Рідний штат       | початок          | кінець           | Президент США            |
| ---- | ----------------- | ----------------- | ----------------- | ---------------- | ---------------- | ------------------------ |
| 1    | Ед Дервінскі      | Ед Дервінскі      | Іллінойс          | 15 березня 1989  | 26 вересня 1992  | Джордж Герберт Вокер Буш |
| в.о. | Ентоні Принсіпі   | Ентоні Прінсіпі   | Каліфорнія        | 26 вересня 1991  | 20 січня 1993    | Джордж Герберт Вокер Буш |
| 2    | Джессі Браун      | Джессі Браун      | Іллінойс          | 22 січня 1993    | 1 липня 1997     | Білл Клінтон             |
| в.о. | Гершель Губер     | Гершель Губер     | Арканзас          | 1 липня 1997     | 2 січня 1998     | Білл Клінтон             |
| в.о. | Того Вест         | Того Вест         | Вашингтон         | 2 січня 1998     | 5 травня 1998    | Білл Клінтон             |
| 3    | Того Вест         | Того Вест         | Вашингтон         | 5 травня 1998    | 25 липня 2000    | Білл Клінтон             |
| в.о. | Гершель Губер     | Гершель Губер     | Арканзас          | 25 липня 2000    | 20 січня 2001    | Білл Клінтон             |
| 4    | Ентоні Принсіпі   | Ентоні Прінсіпі   | Каліфорнія        | 23 січня 2001    | 26 січня 2005    | Джордж Вокер Буш         |
| 5    | Джим Ніколсон     | Джим Ніколсон     | Колорадо          | 26 січня 2005    | 1 жовтня 2007    | Джордж Вокер Буш         |
| в.о. | Гордон Менсфілд   | Гордон Менсфілд   | Флорида           | 1 жовтня 2007    | 20 грудня 2007   | Джордж Вокер Буш         |
| 6    | Джеймс Пік        | Джеймс Пік        | Вашингтон         | 20 грудня 2007   | 20 січня 2009    | Джордж Вокер Буш         |
| 7    | Ерік Шінсекі      | Ерік Шінсекі      | Гаваї             | 20 січня 2009    | 30 травня 2014   | Барак Обама              |
| в.о. | Слоан Гібсон      | Слоан Гібсон      | Алабама           | 30 травня 2014   | 30 липня 2014    | Барак Обама              |
| 8    | Роберт Макдональд | Роберт Макдональд | Огайо             | 30 липня 2014    | 20 січня 2017    | Барак Обама              |
| в.о. | Роберт Снайдер    | Роберт Снайдер    | Західна Вірджинія | 20 січня 2017    | 14 лютого 2017   | Дональд Трамп            |
| 9    | Девід Шулкін      | Девід Шулкін      | Пенсільванія      | 14 лютого 2017   | 28 березня 2018  | Дональд Трамп            |
| в.о. | Роберт Вілкі      | Роберт Вілкі      | Північна Кароліна | 28 березня 2018  | 29 травня 2018   | Дональд Трамп            |
| в.о. | Пітер О'Рурк      | Пітер О'Рурк      | Вірджинія         | 29 травня 2018   | 30 липня 2018    | Дональд Трамп            |
| 10   | Роберт Вілкі      | Роберт Вілкі      | Північна Кароліна | 30 липня 2018    | 20 січня 2021    | Дональд Трамп            |
| в.о. | Дет Трен          | Дет Трен          | Огайо             | 20 січня 2021    | 9 лютого 2021    | Джо Байден               |
| 11   | Деніс Мак-Дона    | Деніс Мак-Дона    | Міннесота         | 9 лютого 2021    | 20 січня 2025    | Джо Байден               |
| 12   | Даг Коллінз       | Даг Коллінз       | Джорджія          | 5 лютого 2025    |                  | Дональд Трамп            |